# روبي جونسون
روبي جونسون (بالإنجليزية: Robbie Johnson)‏ (30 مارس 1962 في المملكة المتحدة - ) هو لاعب كرة قدم بريطاني في مركز الظهير. لعب مع نادي برينتفورد ونادي هايز ونادي ييدينغ ‏ ونادي إِنفيلد ‏ ونادي سلاو تاون وHarrow Borough F.C. ‏.